# 姚岳 (宋朝)
姚岳，字崧卿，京兆府人。宋朝進士、政治人物。

## 生平
南宋初，陕西陷落，姚岳逃奔四川，于绍兴二年（1132年）考中流寓进士。当时岳飞因本人姓岳，母亲姓姚，见到前往南宋行朝的姚岳后，大喜，辟为属官。绍兴十一年，岳飞被杀后，姚岳便否认曾为岳飞幕僚。绍兴二十五年六月，他向秦桧建议，将岳州改为纯州、岳阳军为华容军。后得到诏准。当时舆论纷纷表示鄙视。绍兴三十年（1160），主管台州崇道观姚岳任荆门军知军，次年连任。绍兴三十二年，改任京西路转运判官。隆兴二年十一月，任淮南西路随军转运副使。南宋乾道元年，江淮旱蝗大灾。姚岳上奏称：“蝗自淮北飞厦，到淮南皆抱草木自死。”并包裹死蝗呈上，称此事为“瑞详之兆”。刚继位的宋孝宗看到后极为愤怒，将姚岳革职降级处分。